# Bernard Pichon
Pour les articles homonymes, voir Pichon.
Bernard Pichon, né le 2 avril 1945, est un producteur-journaliste suisse de radio, de télévision et de presse écrite et un écrivain vaudois.

## Biographie
Bernard Pichon est élevé par sa mère puis sa grand-mère. Alors qu'il n'a que dix ans, il est engagé par la Radio suisse romande pour tenir un rôle dans La machine infernale de Cocteau, puis, à la suite de cette expérience, Charles Apothéloz lui demande de tenir sur la scène du Théâtre Municipal de Lausanne le rôle principal dans L'île au trésor. Il joue également dans La Fournaise de Jacques Aeschlimann en 1959.
Lorsque sa grand-mère décède, Bernard Pichon a 19 ans ; il choisit de vivre à Étagnières chez Gisèle et Nag Ansorge (Gisèle est la sœur de sa mère) et commence des études en sciences sociales à l'Université de Lausanne. Quelques mois passent et Bernard Pichon reçoit des propositions de travail de la Radio et la Télévision suisse romande. Démarre alors pour lui une longue carrière dans le journalisme et l'animation : Du cinq à six des jeunes (TV) aux Oiseaux de nuit (TV), en passant par Blanche & Gaspard, Basile & Pecora, Dodu Dodo (émissions jeunesse TV) ou La ligne de cœur (Radio), et Salut les p'tits loups (Radio). Aujourd'hui encore Bernard Pichon apparaît régulièrement dans des programmes de la RTS (Radio Télévision Suisse).
Plusieurs années durant, il a été chroniqueur de Michel Drucker, avec ses séquences d'interviews d'enfants diffusées dans Vivement dimanche (France2).
En 1987, Bernard Pichon publie des nouvelles : Histoires à frémir debout ; puis, dix ans plus tard, aux Éditions Anne Carrière, son premier roman, Le jour de beauté, avant de faire paraître plusieurs ouvrages aux Éditions Favre : un guide anti-arnaques de voyage, Voyager sans se faire plumer, illustré par Mix&Remix, La Scandinavie grandeur nature et Qui a tué le dodo ? (enquête sur l'icône des races disparues).
Plus récemment, sa carrière s'est réorientée vers le dépaysement tous azimuts. Ses grands reportages sont régulièrement publiés dans la presse helvétique, il a tenu une chronique touristique au Journal du samedi (Radio), et assuré la chronique « voyages » dans l'émission « Dolce Vita » (TV). Il a été capitaine d'équipe dans le divertissement GENERATIONS ! (RTS / TV). Il anime le blog de voyage www.pichonvoyageur.ch.

## Publications
- Blog-Trotteur, 180° Éditions, 2019  (ISBN 978-2-931008-13-3)
- Romandie souterraine, Les Éditions Favre, 2018,  (ISBN 978-2-8289-1715-9)
- Une valise de souvenirs, 180° Éditions, 2017  (ISBN 978-2-930427-84-3)[4]
- Loco(e)motion (40 transports insolites en Suisse), Les Éditions Favre, 2016,  (ISBN 978-2-8289-1539-1)
- Une nuit ailleurs, Les Éditions Favre, 2012,  (ISBN 978-2-8289-1257-4)
- Qui a tué le dodo ?, Les Éditions Favre, 2012,  (ISBN 978-2-8289-1256-7)
- La Scandinavie grandeur nature, Les Éditions Favre, 2011,  (ISBN 978-2-8289-1206-2)
- Voyager sans se faire plumer, Les Éditions Favre, 2010,  (ISBN 978-2-8289-1151-5)
- Le Jour de beauté, Les Éditions Anne Carrière, Paris, 1997
- L'Abécédaire des p'tits loups, Lausanne, 1998[1]
- Solitudes apprivoisées. Pour ne plus être seul à être seul, Les Éditions Anne Carrière, Paris, 1994
- Histoires à frémir debout, Villars-Mendraz, 1987

## Sources
- « Bernard Pichon », sur la base de données des personnalités vaudoises sur la plateforme « Patrinum » de la Bibliothèque cantonale et universitaire de Lausanne.
- http://archives.24heures.ch/VQ/LA_COTE/-/article-2007-10-710/bernard-pichon-actu-4300Aactu-4300Ala-voix-des-ondes-a-laissactu-430C3actu-43083actu-430C
- TSR Archives